# David Meriwether (Politiker, 1755)
David Meriwether (* 10. April 1755 bei Charlottesville, Colony of Virginia; † 16. November 1822 bei Athens, Georgia) war ein US-amerikanischer Politiker. Zwischen 1802 und 1807 vertrat er den Bundesstaat Georgia im US-Repräsentantenhaus.

## Leben
David Meriwether war der Vater von James Meriwether (1789–1854), der den Staat Georgia zwischen 1825 und 1827 im Kongress vertrat. Er besuchte die öffentlichen Schulen seiner Heimat und diente während des Unabhängigkeitskrieges in der Kontinentalarmee. Dabei war er auch bei der Belagerung der Stadt Savannah anwesend. Im Jahr 1785 ließ sich Meriwether im Wilkes County in Georgia nieder. Er wurde Mitglied der Staatsmiliz und brachte es dort bis 1797 bis zum Brigadegeneral. Gleichzeitig begann er eine politische Laufbahn.
Zwischen 1797 und 1800 war er Abgeordneter und Präsident des Repräsentantenhauses von Georgia. Nach dem Rücktritt des Kongressabgeordneten Benjamin Taliaferro wurde Meriwether als Kandidat der Demokratisch-Republikanischen Partei bei der fälligen Nachwahl für das zweite Abgeordnetenmandat von Georgia zu dessen Nachfolger im US-Repräsentantenhaus in Washington, D.C. gewählt. Dort trat er am 6. Dezember 1802 sein neues Mandat an. Nach zwei Wiederwahlen konnte er bis zum 3. März 1807 im Kongress verbleiben. In diese Zeit fiel der Louisiana Purchase durch Präsident Thomas Jefferson, durch den das Staatsgebiet der Vereinigten Staaten im Westen beträchtlich erweitert wurde. 1804 wurde der 12. Verfassungszusatz verabschiedet. Im selben Jahr war Meriwether Unterhändler bei Gesprächen mit den Creek-Indianern.
Im Jahr 1806 verzichtete Meriwether auf eine erneute Kandidatur. Er zog sich auf seine Plantage in der Nähe von Athens zurück, wo er seinen Lebensabend verbrachte. Dort ist er am 16. November 1822 auch verstorben.
Nach ihm ist Meriwether County in Georgia benannt.